# Joseph Forshaw
Joseph Forshaw (Joseph „Joe“ Forshaw Jr.; * 13. Mai 1881 in St. Louis, Missouri; † 26. November 1964 ebd.) war ein US-amerikanischer Marathonläufer.
Er war das zweite von sieben Kindern der Eheleute Margaret und Joseph Forshaw sen., eines Kunsttischlers, der im Jahr 1870 von England in die Vereinigten Staaten auswanderte. Als Kind war Joe, wie er gerufen wurde, häufig kränklich, litt unter Schwächeanfällen und Atemnot. Ärzte attestierten ihm ein schwaches Herz und vermuteten in seinem siebten Lebensjahr, dass er noch vor dem Erreichen des Erwachsenenalters sterben könnte. Sein Vater beschloss daraufhin, mit einem Programm zur körperlichen Ertüchtigung dem Urteil der Ärzte entgegenzuwirken. Dazu gehörten lange Spaziergänge über 40 km und noch längere Schlittschuhläufe über den ganzen Tag. Außerdem erhielt Joe Forshaw von seinem Vater danach einen Proteintrunk bestehend aus Sherry mit einem eingerührten rohen Ei. Mit 13 Jahren erfreute sich Forshaw guter Gesundheit und konnte überdies feststellen, dass er gegenüber seinen Schulkameraden ein außergewöhnliches Ausdauervermögen besaß.
1898 nach Eröffnung der ersten Kunsteisbahn in St. Louis beteiligte sich Forshaw an mehreren Eisschnelllaufwettbewerben und gewann die meisten. Er spielte auch in der Eishockeymannschaft der Central High School und später in einem sehr erfolgreichen Eishockeyteam seiner Heimatstadt. Er bestritt kleinere lokale Radrennen und gewann auch dort. Eine weitere sportliche Leidenschaft von Forshaw war das Langstreckenschwimmen, so beteiligte er sich mehrfach am 10 Meilen Schwimmwettkampf im Mississippi River, konnte ihn aber angesichts seiner sonstigen Erfolge überraschend nie gewinnen.
1903 wurde Joseph Forshaw Mitglied im neu gegründeten Missouri Athletic Club. Hier beteiligte er sich bei Vereinswettkämpfen erstmals an Laufwettbewerben über die halbe und die ganze Meile. Obwohl er nur zweite und dritte Plätze belegte, war damit der Grundstein für seine Laufkarriere gelegt.

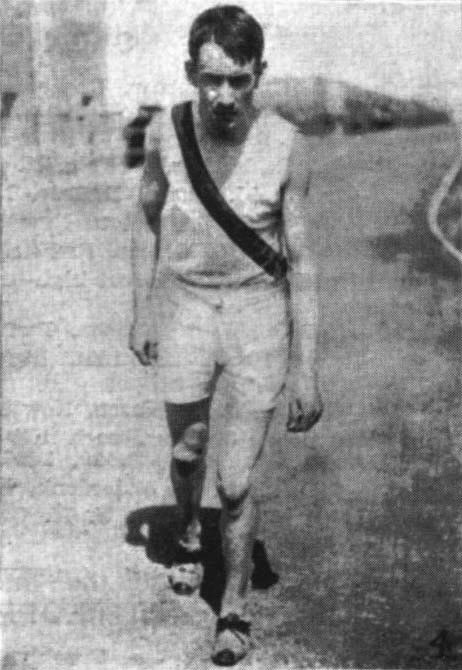
Joseph Forshaw 1904 vor einem nichtolympischen Wettbewerb

1904 fand in Forshaws Heimatstadt St. Louis die Weltausstellung statt, in dessen Rahmen auch die Olympischen Spiele 1904 abgehalten wurden. Neben den Wettbewerben, die nach heutigen Maßstäben als olympisch angesehen werden, gab es auch zahlreiche nichtolympische Sportwettkämpfe. Hierzu zählten Wettkämpfe mit ausschließlich nationalen Charakter ebenso, wie die zu jener Zeit sehr beliebten Handicap-Wettkämpfe, bei denen zur Nivellierung unterschiedlicher Leistungsstärken z. B. Zeitvorgaben festgelegt wurden. Forshaw war mehrfacher Teilnehmer dieser Wettkämpfe. Er gewann den 2 Meilen-Lauf beim Olympic Open Handicap Meeting, den 2 Meilen-Lauf beim Western AAU Handicap Meeting, den 1 Meile-Lauf beim Special Athletic Event, den 1 Meile-Lauf beim Olympic Irish Sports Meeting, und belegte in zwei weiteren Wettkämpfen jeweils den dritten Platz. Forshaws besonderes Interesse galt jedoch dem olympischen Marathonlauf, bei dem er als Zuschauer an der Strecke stand. Fasziniert von den Leistungen und den Willensstärken der Athleten war für ihn eine neue Leidenschaft geboren.
1905 lief Forshaw seinen ersten Marathon bei der Premiere des 25 Meilen langen Laufes von Freeburg nach St. Louis, ausgerichtet vom Missouri Athletic Club. Forshaw gewann den Lauf mit 3:16:37,4 Stunden und 20 Minuten Vorsprung auf den Zweitplatzierten. Noch im selben Jahr gewann er zwei weitere Wettkämpfe über ähnlich lange Distanzen.
1906 wurde Forshaw vom American Olympic Committee, der Vorläuferorganisation des United States Olympic Committee, für den Marathonlauf bei den Olympischen Zwischenspielen 1906 in Athen nominiert. Seine Berufung beruhte einzig auf der Tatsache, dass man Forshaw in den USA seinerzeit zu den besten Langstreckenläufern zählte, denn nationale Ausscheidungswettkämpfe, die US-Trials, wurden erst 1908 eingeführt. Der olympische Lauf von Marathon nach Athen war für Forshaw enttäuschend. Eine Knieverletzung plagte ihn während des Rennens, dennoch erreichte er den zwölften Platz.
1907 und 1908 beteiligte sich Forshaw, der inzwischen auch Westamerikanischer Meister im Crosslauf geworden war, erneut am Marathonlauf in seiner Heimatstadt, der 1908 neben dem Boston-Marathon als zweiter Ausscheidungslauf für die Teilnahme an den Olympischen Spielen 1908 in London ausgerichtet wurde. Mit einer persönlichen Bestzeit von 2:30:00,4 Stunden, die er nicht wieder erreichen sollte, lief er nur 4 Sekunden hinter dem Sieger, Sidney Hatch, als Zweiter ins Ziel ein und qualifizierte sich als Olympiateilnehmer.

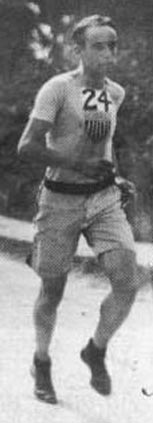
Joseph Forshaw 1908 beim olympischen Marathonlauf

Forshaw gehörte 1908 nicht zu den Favoriten des olympischen Marathonlaufes. Er hatte die Aufgabe, den läuferisch stärker eingeschätzten Lewis Tewanima zu begleiten und zu unterstützen. Der war nach 30 km jedoch so langsam geworden und ohne jede Siegchance, dass Forshaw allein mit nunmehr wesentlich höherem Tempo weiterlief. Er kämpfte sich an vielen Konkurrenten vorbei und lief schließlich als Vierter über die Ziellinie. Vom Drama um den ersten Läufer auf der Ziellinie, Dorando Pietri, bekam er nichts mit. Durch die Disqualifikation von Pietri belegte Forshaw schließlich den dritten Platz. Nachdem er erfahren hatte, welche Qualen die vor ihm platzierten Läufer erlitten hatten, war er der festen Überzeugung, er hätte den Sieg errungen, wenn er sich von Tewanima bereits einige Kilometer früher gelöst hätte. Zuschauer und Laufkameraden bestätigten, dass Forshaw im Ziel den frischesten Eindruck von allen Läufern hinterlassen habe.
1909 lief Joseph Forshaw in einer Rekordzeit von 2:41 Stunden auf den Pikes Peak. Es ist unbekannt, von wo er startete, jedoch handelte es sich kaum um die Distanz und Strecke, die beim heutigen Pikes Peak Marathon zurückgelegt wird.
1911 und 1912 war Forshaw fast schon selbstverständlich Teilnehmer am Marathon in St. Louis, und wie schon 1908 handelte es sich 1912 um einen Ausscheidungswettkampf, diesmal für die Teilnahme an den Olympischen Spielen 1912 in Stockholm. Mit einer Zeit von 2:37:32 Stunden lief er erneut als Zweiter ins Ziel ein und qualifizierte sich überraschend ein weiteres Mal als Olympiateilnehmer.
Forshaw gehörte mit 31 Jahren in Stockholm zu den ältesten Läufern, und man zählte ihn nicht mehr zu den Besten. Im Rennen hielt er sich stets im Mittelfeld auf, dank seiner Erfahrung und seiner exzellenten Ausdauerfähigkeit kämpfte er sich aber Position um Position nach vorne und erreichte schließlich den zehnten Platz.
Die Platzierungen bei Olympischen Spielen für Joseph Forshaw:
- Olympische Zwischenspiele 1906, Athen
  - Marathon – Zwölfter Platz ohne Zeitnahme (Gold an Billy Sherring aus Kanada mit 2:51:23,6 h)
- IV. Olympische Sommerspiele 1908, London
  - Marathon – Bronze mit 2:57:10,4 Stunden (Gold an John Hayes aus den USA mit 2:55:18,4 h; Silber an Charles Hefferon aus Südafrika mit 2:56:06,0 h)
- V. Olympische Sommerspiele 1912, Stockholm
  - Marathon – Zehnter Platz mit 2:49:49,4 Stunden (Gold an Ken McArthur aus Südafrika mit 2:36:54,8 h)

Nach der Rückkehr aus Stockholm zog Forshaw sich vom Leistungssport zurück und trat in die Firma seines Vaters ein, in der Guss- und Formteile für Hochöfen hergestellt wurden. 1914 heiratete er und zog vier Kinder auf.
Sein Interesse am Sport war auch im Alter ungebrochen. 1915 gründete Forshaw ein Amateur-Eishockeyteam, in dem er bis zu seinem 51. Lebensjahr aktiver Spieler war. Er spielte in diversen Vereinen Lacrosse und Tennis. Mit seiner sportlichen Vielseitigkeit und Erfahrung war es nicht verwunderlich, dass Forshaw sich auch als Sportfunktionär betätigte. Mehrere Jahre war er Präsident des westamerikanischen Leichtathletikverbandes (WAAU). Er gründete eine Eislaufvereinigung für den Bundesstaat Missouri und wurde deren Vorsitzender. Forshaw engagierte sich aber auch für benachteiligte Jugendliche, für die er einen Club gründete, in dem diese durch ein Sportprogramm gefördert werden sollten.
Mit 57 Jahren erlernte Forshaw eine neue Sportart, das Eiskunstlaufen, und betrieb diesen Sport bis zum 80. Lebensjahr.
Forshaw war sicherlich kein sehr erfolgreicher Sportler, bemerkenswert ist jedoch, dass sein Name im Umfeld von vier Olympischen Spielen auftauchte.